# Sinocyclocheilus microphthalmus
Sinocyclocheilus microphthalmus é uma espécie de peixe actinopterígeo da família Cyprinidae.
Apenas pode ser encontrada na China.